# Parata (arti marziali)
Nelle arti marziali, parare è l'atto con cui si blocca o si devia un attacco avversario allo scopo di prevenire un attacco dannoso contro il corpo. Una parata normalmente consiste nel piazzare un arto contro la linea d'attacco.

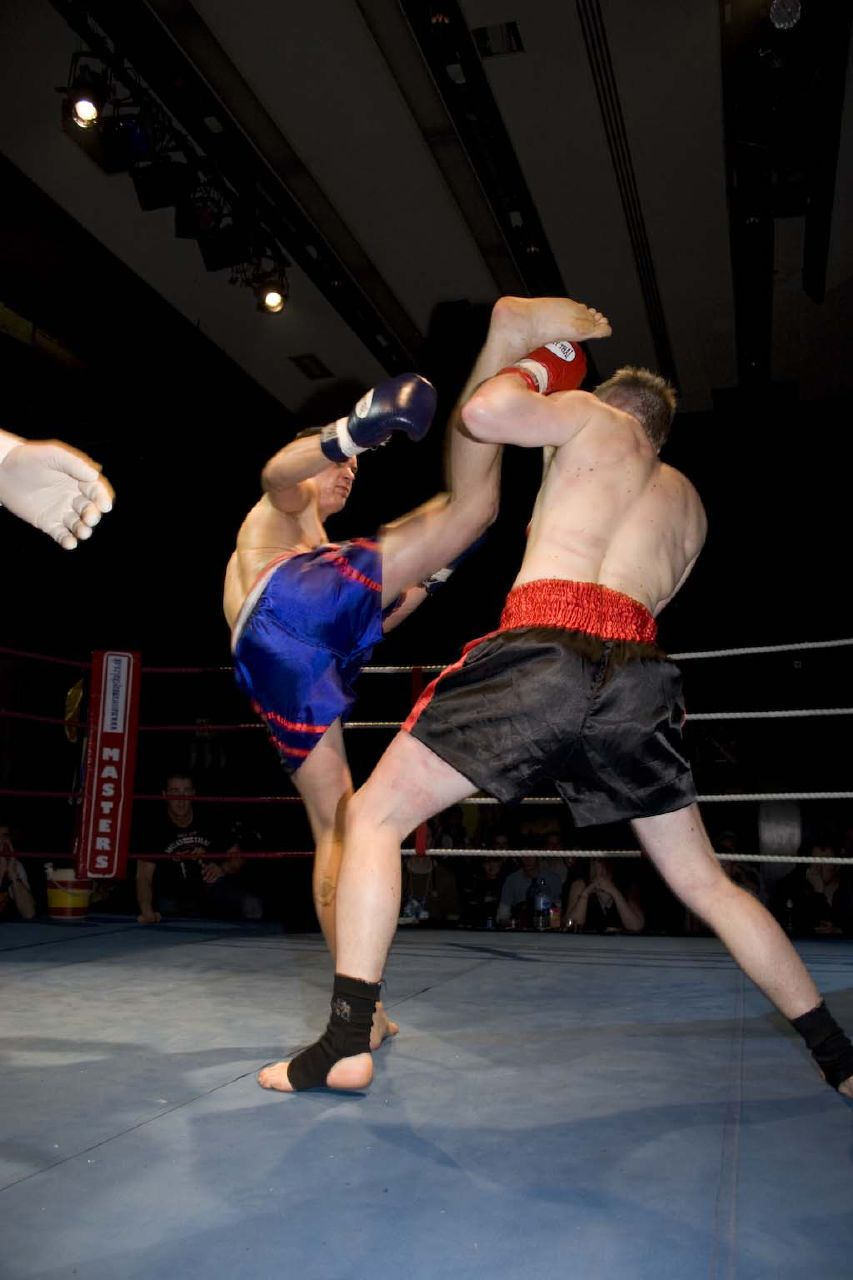
Una tecnica di calcio viene bloccata con una parata alta

## Esempi nelle arti marziali
Gli stili ed i vari tipi di parate, come la loro terminologia, variano a seconda dell'arte marziale. Nelle arti marziali giapponesi come il Karate, ci riferisce a queste tecniche come: uke waza. Alcuni esempi: age uke (rising block) e shuto uke (parata con il taglio della mano). Nelle arti marziali coreane come il Taekwondo, ci si riferisce a queste tecniche come: makgi, come per esempio chukyeo makgi (rising block) e sonkal daebi makgi (knifehand guarding block).